# Eduardo Marques (Fußballspieler)
Eduardo Marques de Jesus Passos (* 26. Juni 1976 in Santos) ist ein ehemaliger brasilianischer Fußballspieler.

## Karriere
Marques begann seine Karriere 1997 beim Erstligisten FC Santos. 1998 wurde er mit dem Verein Tabellendritter der Campeonato Brasileiro Série A. 1998 und 2000 erreichte er mit dem Verein das Halbfinale des Copa do Brasil. 2001 wechselte er zu Sport Recife. Danach spielte er bei Guarani FC und EC Santo André. 2002 wechselte er zum portugiesischen Belenenses Lissabon. 2003 kehrte er nach Brasilien zurück und unterschrieb einen Vertrag bei Grêmio FBPA. Von 2004 bis 2005 spielte er beim israelischen Hapoel Tel Aviv und Maccabi Tel Aviv. 2006 wechselte er nach Ostasien. Hier unterschrieb er einen Vertrag beim südkoreanischen Daegu FC. Danach spielte er beim chinesischen Zhejiang Professional FC und japanischen Zweitligisten Shonan Bellmare. 2008 wechselte er nach Zypern und unterschrieb einen Vertrag bei APOP Kinyras Peyias. 2009 gewann er mit dem Verein den Zyprischen Fußballpokal. Danach spielte er bei Aris Limassol und AE Paphos. 2011 beendete er seine Karriere als Fußballspieler.

## Erfolge
APOP Kinyras Peyias
- Zyprischer Pokalsieger: 2008/09